# Minutes to Midnight
Minutes to Midnight é o terceiro álbum de estúdio da banda norte-americana de rock Linkin Park, lançado mundialmente no dia 14 de maio de 2007, através da Warner Bros. Records. O álbum foi produzido por Mike Shinoda e Rick Rubin. Minutes to Midnight foi o álbum de acompanhamento da banda para o Meteora (2003) e apresenta uma mudança na direção musical do grupo. Para a banda, o álbum marca um começo do desvio do seu som de nu metal assinado. Minutes to Midnight leva seu título em relação ao Relógio do Juízo Final.
O Linkin Park começou a trabalhar em seu terceiro álbum de estúdio em 2003, fazendo uma pausa na turnê em apoio ao Meteora em 2004. Neste período, a banda formou numerosos projetos paralelos; Mike Shinoda formou seu projeto de hip hop Fort Minor, enquanto Chester Bennington formou o Dead by Sunrise, fazendo com que o álbum fosse arquivado temporariamente. Em 2004, eles gravaram o EP Collision Course juntamente com o rapper Jay-Z. A banda voltou a trabalhar no álbum depois, assumindo uma direção musical diferente das sessões de 2003, quando trabalhavam com o produtor Don Gilmore. A conclusão do álbum foi adiada várias vezes por razões desconhecidas.
O álbum foi certificado 5× platina nos Estados Unidos e vendidas mais de 3,3 milhões de cópias em todo o mundo em suas primeiras quatro semanas de lançamento. Trata-se de seu primeiro álbum de estúdio com a etiqueta Parental Advisory. Estreou na primeira posição nas paradas nos Estados Unidos. e em 15 outros países No Brasil alcançou a terceira colocação no Top 50, em Portugal, chegou também na terceira colocação, no Top 30. Foi o álbum mais vendido de 2007 no mundo, entrando em altas posições nas paradas de sucesso de álbuns. Atingiu a 25ª colocação na lista da Rolling Stone dos Top 50 álbuns de 2007. Até a data, o álbum já vendeu mais de 20 milhões de cópias mundialmente, sendo o terceiro álbum mais vendido da banda.
Esse álbum traz êxitos como "What I've Done", primeiro single deste, muito bem recebido por todas as partes. Também traz uma mistura de rock pesado, como "No More Sorrow" e "Given Up" e baladas calmas como "Shadow of the Day" e "Leave Out All the Rest".

## Antecedentes

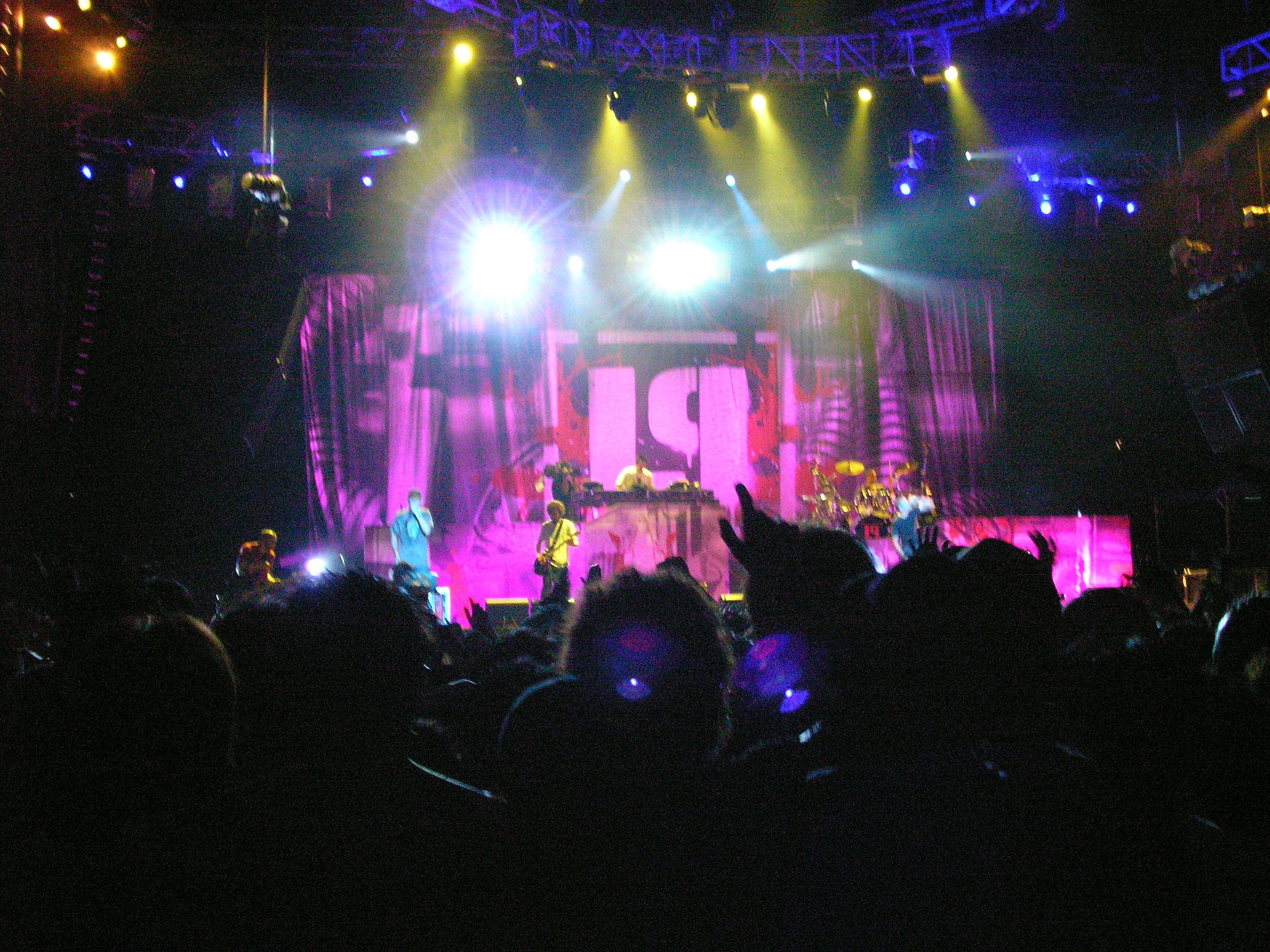
Linkin Park no Summer Sonic Festival de 2006.

Minutes to Midnight é o primeiro álbum do Linkin Park desde Meteora, de 2003. As ideias para o terceiro álbum da banda começaram a surgir na turnê em apoio ao Meteora (2003-2004), enquanto a banda levou dois anos para concluí-la. Em vez de retornarem ao estúdio para gravar o próximo LP, a banda fez uma longa pausa depois da Projekt Revolution de 2004, já que os shows mundiais rigorosos haviam esgotado todos os seis membros. Enquanto eles estavam no recesso, a banda estava envolvida em uma disputa com a sua gravadora, Warner Bros. Os representantes do Linkin Park perguntaram sobre a banda se receberiam um corte da próxima venda de ações da gravadora. A gravadora negou, indicando que nenhum dos artistas assinados receberia um pagamento. A banda, então, sentiu que a gravadora não poderia comercializar financeiramente e promover os esforços futuros da banda. Mike Shinoda sentiu os efeitos disso quando trabalhou em seu álbum do Fort Minor, The Rising Tied. Ele disse em seu blog; "'Warner Bros.', no entanto, não estava tão entusiasmada com o registro como estávamos. Eles não estavam comprometidos em gastar um orçamento saudável com ele, eles pretendiam limitar as horas e os fundos gastos no lançamento. Limitar a atenção no registro seria basicamente cortar suas pernas, e ele nunca teria chance. Houve um grande desacordo entre todos nesta questão, mas essencialmente se tornou um impasse". Portanto, eles pararam o progresso em seu próximo álbum de estúdio como forma de protesto. Em setembro de 2005, Mike Shinoda já estava vendo 2006 como a janela de lançamento do próximo álbum do Linkin Park. Problemas com a gravadora foram resolvidos em dezembro de 2005, e a banda começou a trabalhar em seu terceiro álbum.
Em sua produção, o guitarrista Brad Delson explicou que "estamos nos concentrando na publicação de um novo álbum para o ano que vem. Estamos todos concentrados no processo criativo no momento", enquanto Mike Shinoda revelou que o terceiro álbum de estúdio teria tomado um rumo diferente do que fez o Linkin Park nos anos anteriores:
| “ | Rap/rock e nu metal são [gêneros] usados para descrever o Linkin Park, mas se você pensa em uma música como "Breaking the Habit", seria difícil descrevê-la como rap/rock. [...] No próximo álbum, estamos tentando nos separar desse gênero muito mais do que no passado. | ” |

O lançamento do álbum foi adiado várias vezes antes da data final: inicialmente o lançamento foi planejado para o verão de 2006, mas a data foi movida no outono do mesmo ano até chegar no início de 2007. A data final de lançamento chegou definida para 14 de maio de 2007. Naquela época, o grupo teve a oportunidade de compor músicas adicionais (instrumentais e de outra forma), algumas das quais foram disponibilizadas através de alguns EP's publicados pela banda para o seu fã clube oficial.

## Gravação e composição
Em uma entrevista, o vocalista Chester Bennington explicou que o álbum é "uma mistura de padrões punk, rock clássico e hip-hop" e que "Rick trouxe mais um tipo de sensação despojada, clássica e hip-hop". Em outra entrevista, Bennington afirmou: "Desta vez, Mike está cantando muito mais. Pode parecer que ele não está no álbum, mas ele está fazendo muitas harmonias. Ele também canta algumas músicas sozinhas. Estamos nos apresentando de uma maneira bem diferente".
O guitarrista Brad Delson experimentou um EBow quando a banda estava trabalhando em "The Little Things Give You Away". A banda decidiu não usar o efeito para o solo nessa música e, em vez disso, acabou gravando "No More Sorrow" sem esse efeito. Em "Given Up", ele associa as teclas que são ouvidas, enquanto vários sons de palmas são sobrepostos na introdução da música (como mencionado no livro de letras do álbum: Brad adicionou os sons na música de introdução: várias faixas de palmas - e as teclas de jingling). Shinoda e Delson juntamente com David Campbell começaram a adicionar elementos de string para seis músicas; "Leave Out All the Rest", "Shadow of the Day", "Hands Held High", "The Little Things Give You Away", bem como os dois b-sides: "No Roads Left" e "Blackbirds" (o último foi, em vez disso, usado no jogo 8-Bit Rebellion!, além de ser incluído como uma faixa bônus da edição deluxe de A Thousand Suns), respectivamente. Todos os elementos de turntables de Joe Hahn que existiam nos dois álbuns de estúdio anteriores, estão em grande parte ausentes por causa da baixa mixagem, exceto nas canções "What I've Done", "Wake", "The Little Things Give You Away", "Valentine's Day" e "In Pieces". Hahn contribui mais com programação, eletrônica e outros elementos para muitas das músicas. As batidas de igreja em "Hands Held High" foram originalmente utilizadas como plano de fundo para os vocais melódicos, mas Rubin recomendou que a banda tentasse a abordagem oposta de acordo com o folheto do álbum.
Para o álbum, a banda gravou em torno de sessenta músicas em agosto de 2006. Seus álbuns anteriores levaram apenas cerca de três a seis meses para completar, enquanto este demorou 14 meses. Eles passaram mais de seis meses escrevendo as músicas. Em álbuns anteriores, eles compuseram uma média de 40 músicas, mas eles fizeram mais de 100 desta vez. "Shadow of the Day" é uma das duas canções (a outra sendo "No Roads Left") tendo Bennington tocando guitarra. Durante as apresentações ao vivo, Shinoda geralmente toca teclado para "Shadow of the Day", enquanto Bennington toca guitarra rítmica. Shinoda afirmou em uma entrevista: "Estávamos olhando para trás e pras coisas que fizemos no passado... e acho que acabamos de pensar que estivemos exaurindo esse som. Foi fácil para nos reinventarmos, foi fácil para outras bandas se reinventarem, e precisamos seguir em frente".
Shinoda executa rap em apenas duas faixas, "Bleed It Out" e "Hands Held High". Este é um decréscimo significativo em comparação com a quantidade de rap realizado em álbuns anteriores. Os vocais de rap em "Hands Held High" são muito mais estilizados para o projeto do Fort Minor, de Mike Shinoda, do que seus versos tradicionais do Linkin Park, enquanto ele brilha durante a maior parte da música. Apesar de uma diminuição de Mike Shinoda como rapper, ele atua como vocalista principal em três canções: "Hands Held High", "In Between" e a faixa bônus "No Roads Left". Ele também faz rap em "Bleed It Out", enquanto em "What I've Done", "Shadow of the Day", "No More Sorrow" e "The Little Things Give You Away" ele realiza vocais de apoio no final. Minutes to Midnight também é o primeiro álbum do Linkin Park a tocar solos de guitarra, particularmente nas faixas "What I've Done", "In Pieces" e "The Little Things Give You Away". Além disso, ao contrário dos dois álbuns anteriores, Minutes to Midnight contém palavrões e, portanto, o primeiro álbum de estúdio do Linkin Park a conter o selo Parental Advisory (o primeiro em geral sendo seu EP colaborativo com Jay-Z, Collision Course) e letras falando sobre política. As canções que contêm palavrões são "Given Up", "Bleed It Out" e "Hands Held High".

## Recepção

### Crítica profissional
| Críticas profissionais | Críticas profissionais |
| Pontuações agregadas   | Pontuações agregadas   |
| Fonte                  | Avaliação              |
| ---------------------- | ---------------------- |
| Metacritic             | 56/100                 |
| Avaliações da crítica  |                        |
| Fonte                  | Avaliação              |
| AllMusic               | [ 24 ]                 |
| Entertainment Weekly   | C                      |
| Los Angeles Times      | [ 26 ]                 |
| Melodic                | [ 27 ]                 |
| New York Times         | misto                  |
| NME                    | 2/10                   |
| PopMatters             | 6/10                   |
| Rolling Stone          | [ 31 ]                 |
| Spin                   | 7/10                   |
| USA Today              | [ 33 ]                 |

Minutes to Midnight recebeu avaliações geralmente mistas, com base em um índice agregado de 56/100 no Metacritic, com críticas mostrando aprovação, desaprovação e indiferença em medida quase igual.
A Rolling Stone deu para Minutes to Midnight 4 de 5 estrelas, afirmando que "a maioria dos minutos é afiada, pop metálico com um passo de hip-hop e um retrocesso", e foi colocado no número 25 em sua lista dos "50 melhores álbuns de 2007". A IGN referiu-se a ele como "definitivamente um passo na direção certa e um passo para coisas por vir". A escritora do Herald Sun, Karen Tye, deu 3½ de 4 estrelas e elogiou o novo som da banda, perguntando-se: "Quem sabia que ser uma banda de rock antiga poderia ser tão boa para o Linkin Park?". Apesar de cumprimentar a banda por sua ambição, Caroline Sullivan da The Guardian deu o álbum 3 de 5 estrelas e percebeu "sua decisão de ficar mais ou menos dentro dos brilhantes limites de seu gênero" como uma fraqueza, enquanto escrevia isso "o som ainda gira na interação de acordes de guitarra de paredes e auto-flagelante".
Entre aqueles com uma visão mais negativa do álbum estava Stephen Thomas Erlewine da AllMusic, que descreveu o som do álbum como "passé" e resumiu o esforço da banda como "optando por criar um estilo confuso e incolor", dando-lhe 3.5 estrelas de 5. Johan Wippsson da Melodic reconheceu a progressão da banda, mas sentiu que o álbum é "fraco" e "muito quebrado". Dan Silver da revista NME deu uma classificação de 2/10, chamando-o de "som de uma banda tentando e falhando em forjar uma nova identidade", e referindo-se à música "Hands Held High", uma música sobre ataques terroristas e guerra".

### Comercial
Como já mencionado, Minutes to Midnight foi adiado várias vezes antes de seu lançamento. Primeiro foi programado para ser lançado no verão de 2006, mas foi posteriormente adiado para o outono de 2006, e novamente até o início de 2007. A data de lançamento do álbum foi finalmente definida para 14 de maio de 2007. No Canadá, o álbum foi lançado em 15 de maio de 2007. Existem lançamentos não-Parental Advisory do álbum padrão e da edição especial, onde as canções "Given Up", "Bleed It Out" e "Hands Held High" não contém palavrões. Na Malásia, a versão limpa do álbum está disponível na capa Digipak, enquanto a edição explícita disponível para o Tour Edition, que possui capa de papelão branco padrão. Nos Estados Unidos, o álbum teve as maiores vendas da primeira semana de 2007 na época, com 625 mil cópias vendidas. No Canadá, o álbum vendeu mais de 50.000 cópias em sua primeira semana e estreou em número um no Canadian Albums Chart. Em todo o mundo, o álbum vendeu mais de 3,3 milhões de cópias nas suas primeiras quatro semanas de lançamento.
Cinco singles foram lançados para o álbum: "What I've Done", "Bleed It Out", "Shadow of the Day", "Given Up", e "Leave Out All the Rest". Embora "Given Up" e "Leave Out All the Rest" não tenham sido lançados como singles até o início de março de 2008, "Given Up" já havia alcançado as tabelas da Billboard Hot 100 e Billboard Pop 100 nas posições 99 e 78, respectivamente, em 2007, e "Leave Out All the Rest" já havia entrado na Pop 100 da Billboard no número 98 e na Bubbling Under Hot 100 Singles em número 17 em 2007. As canções "Hands Held High" e "No More Sorrow" também entraram na Bubbling Under Hot 100 Singles nos números 23 e 24, respectivamente, em 2007. O álbum vendeu mais de 20 milhões de cópias em todo o mundo, com 4 milhões de cópias vendidas apenas nos Estados Unidos. Embora as vendas do álbum tenham sido menores do que os seus dois primeiros álbuns de estúdio, o álbum foi o mais bem sucedido da banda em termos de performance de singles, com os cinco singles lançados alcançando a Billboard Hot 100 e duas canções não-singles alcançando a Bubbling Under Hot 100.

## Faixas
Todas as letras escritas por Mike Shinoda e Chester Bennington, todas as músicas compostas por Linkin Park.
| Edição padrão |                                   |         |  |
| N.º           | Título                            | Duração |  |
| 1.            | "Wake"                            | 1:43    |  |
| 2.            | "Given Up"                        | 3:11    |  |
| 3.            | "Leave Out All the Rest"          | 3:31    |  |
| 4.            | "Bleed It Out"                    | 2:46    |  |
| 5.            | "Shadow of the Day"               | 4:52    |  |
| 6.            | "What I've Done"                  | 3:28    |  |
| 7.            | "Hands Held High"                 | 3:55    |  |
| 8.            | "No More Sorrow"                  | 3:43    |  |
| 9.            | "Valentine's Day"                 | 3:18    |  |
| 10.           | "In Between"                      | 3:18    |  |
| 11.           | "In Pieces"                       | 3:38    |  |
| 12.           | "The Little Things Give You Away" | 6:25    |  |

| DVD extra da edição especial |                                                   |         |  |
| N.º                          | Título                                            | Duração |  |
| 1.                           | "The Making of Minutes to Midnight"               | 39:42   |  |
| 2.                           | "What I've Done" (vídeo)                          | 3:28    |  |
| 3.                           | "Making of "What I've Done""                      | 20:49   |  |
| 4.                           | "Advanced resolution PCM Stereo of all 12 tracks" |         |  |

| Faixas bônus da edição japonesa |                            |         |  |
| N.º                             | Título                     | Duração |  |
| 13.                             | "Faint" (ao vivo no Japão) | 2:46    |  |
| Duração total:                  | Duração total:             | 46:09   |  |

| Faixas bônus da edição tour |                                    |         |  |
| N.º                         | Título                             | Duração |  |
| 13.                         | "No Roads Left"                    | 3:55    |  |
| 14.                         | "What I've Done" (Distorted Remix) | 3:46    |  |
| 15.                         | "Given Up" (Third Encore Session)  | 3:09    |  |
| Duração total:              | Duração total:                     | 53:33   |  |

| Faixas bônus da edição de turnê japonesa |                                    |         |  |
| N.º                                      | Título                             | Duração |  |
| 13.                                      | "Faint" (ao vivo no Japão)         | 2:46    |  |
| 14.                                      | "No Roads Left"                    | 3:52    |  |
| 15.                                      | "What I've Done" (Distorted Remix) | 3:50    |  |
| 16.                                      | "Given Up" (Third Encore Session)  | 3:09    |  |
| Duração total:                           | Duração total:                     | 57:00   |  |

| Faixas bônus da edição do iTunes | |         |  |
| N.º                              | Título | Duração |  |
| 13.                              | "Faint" (ao vivo no Japão; não aparece na versão clean deluxe (iTunes) do álbum (Canadá) ou em edições deluxe explícitas e limpas nos EUA.) | 2:44    |  |
| 14.                              | "What I've Done" (ao vivo no Sessions@AOL; aparece na versão explícita e limpa deluxe (iTunes) do álbum no Canadá e nos EUA)                | 3:24    |  |
| 15.                              | "No Roads Left" (pré-venda apenas, originalmente na faixa 14)                                                                               | 3:52    |  |
| Duração total:                   | Duração total: | 53:23   |  |

| Faixas bônus da edição de iTunes de 2013 |                   |         |  |
| N.º                                      | Título            | Duração |  |
| 13.                                      | "No Roads Left"   | 3:48    |  |
| 14.                                      | "Across the Line" | 3:11    |  |
| Duração total:                           | Duração total:    | 50:22   |  |

| Faixas bônus da edição do Wal-Mart |                                           |         |  |
| N.º                                | Título                                    | Duração |  |
| 13.                                | "Breaking the Habit" (live at Soundcheck) | 4:25    |  |
| 14.                                | "What I've Done" (live at Soundcheck)     | 3:24    |  |
| Duração total:                     | Duração total:                            | 51:12   |  |

| Faixas bônus da edição do Best Buy |                                            |         |  |
| N.º                                | Título                                     | Duração |  |
| 13.                                | "What I've Done" (ao vivo no Sessions@AOL) | 3:29    |  |
| 14.                                | "No More Sorrow" (ao vivo no Sessions@AOL) | 3:45    |  |
| 15.                                | "Given Up" (ao vivo no Sessions@AOL)       | 3:12    |  |
| Duração total:                     | Duração total:                             | 53:49   |  |

| Faixas bônus/ao vivo da edição do Circuit City |                            |         |  |
| N.º                                            | Título                     | Duração |  |
| 13.                                            | "Faint" (ao vivo)          | 2:44    |  |
| 14.                                            | "What I've Done" (ao vivo) | 3:25    |  |
| Duração total:                                 | Duração total:             | 49:32   |  |

| Faixas bônus da edição digital da turnê asiática (ao vivo de Xangai, China, 18 de novembro de 2007) |                      |         |  |
| N.º                                                                                                 | Título               | Duração |  |
| 1.                                                                                                  | "One Step Closer"    |         |  |
| 2.                                                                                                  | "Lying from You"     |         |  |
| 3.                                                                                                  | "Somewhere I Belong" |         |  |
| 4.                                                                                                  | "No More Sorrow"     |         |  |
| 5.                                                                                                  | "Papercut"           |         |  |

| Faixas bônus da edição digital da turnê europeia (ao vivo da Arena O2, Londres, 29 de janeiro de 2008) |                   |         |  |
| N.º | Título            | Duração |  |
| 1. | "What I've Done"  | 7:27    |  |
| 2. | "One Step Closer" | 4:10    |  |
| 3. | "Faint"           | 4:07    |  |
| Duração total:                                                                                         | Duração total:    | 15:44   |  |

| Edição de vídeo bônus do iTunes |                                |         |  |
| N.º                             | Título                         | Duração |  |
| 13.                             | "Behind the Scenes featurette" | 3:47    |  |
| 14.                             | "What I've Done" (vídeo)       | 3:27    |  |
| Duração total:                  | Duração total:                 | 50:37   |  |

## Músicos
- Mike Shinoda - vocal nas faixas 4, 7, 10 e 12, guitarra rítmica em todas as faixas, exceto 3, 5, 7 e 10, violão na faixa 12, teclado em todas as faixas, exceto 1, 2, 4, 7 e 8;
- Chester Bennington - vocal em todas as faixas, exceto 7 e 10, guitarra rítmica na faixa 5;
- Brad Delson - guitarra solo em todas as faixas, teclado na faixa 7;
- Rob Bourdon - bateria em todas as faixas;
- Dave Farrell (Phoenix) - baixo em todas as faixa, vocal de apoio na faixa 12
- Joe Hahn - programação em todas as faixas, samples nas faixas 3, 4, 5 e 11, fonógrafo nas faixas 6 e 11.

## Desempenho nas tabelas musicais
| Paradas (2007)                             | Melhor posição |
| ------------------------------------------ | -------------- |
| Alemanha (Offizielle Top 100)              | 1              |
| Austrália (ARIA Charts)                    | 1              |
| Áustria (Ö3 Austria Top 40)                | 1              |
| Bélgica (Ultratop 50 Flandres)             | 2              |
| Bélgica (Ultratop 40 Valônia)              | 2              |
| Canadá (Canadian Albums Chart)             | 1              |
| Dinamarca (Hitlisten)                      | 2              |
| Escócia (Scottish Albums Chart)            | 1              |
| Espanha (PROMUSICAE)                       | 2              |
| Estados Unidos (Billboard 200)             | 1              |
| Estados Unidos (Billboard Top Rock Albums) | 1              |
| Finlândia (IFPI)                           | 1              |
| França (SNEP)                              | 1              |
| Grécia (IFPI)                              | 1              |
| Holanda (Mega Charts)                      | 2              |
| Hungria (MAHASZ)                           | 1              |
| Irlanda (IRMA)                             | 1              |
| Itália (FIMI)                              | 1              |
| Japão (Oricon)                             | 1              |
| México (AMPROFON)                          | 2              |
| Noruega (VG-lista)                         | 1              |
| Nova Zelândia (RMNZ)                       | 1              |
| Polônia (ZPAV)                             | 2              |
| Portugal (AFP)                             | 3              |
| Reino Unido (UK Albums Chart)              | 1              |
| Suécia (Sverigetopplistan)                 | 1              |
| Suíça (Schweizer Hitparade)                | 1              |

| País                          | Certificação | Vendas    |
| ----------------------------- | ------------ | --------- |
| Alemanha (BVMI)               | 7× Ouro      | 700.000   |
| Austrália (ARIA)              | 3× Platina   | 210.000   |
| Áustria (IFPI)                | 2× Platina   | 40.000    |
| Bélgica (BEA)                 | Ouro         | 15.000    |
| Dinamarca (IFPI)              | 2× Platina   | 40.000    |
| Estados Unidos (RIAA)         | 5× Platina   | 5.000.000 |
| Europa (IFPI)                 | 2× Platina   | 2.000.000 |
| Finlândia (Musiikkituottajat) | Ouro         | 15.893    |
| França (SNEP)                 | Ouro         | 75.000    |
| Grécia (IFPI)                 | Ouro         | 7.500     |
| Hong Kong (IFPI)              | Ouro         | 10.000    |
| Hungria (MAHASZ)              | Ouro         | 3.000     |
| Itália (FIMI)                 | Platina      | 80.000    |
| Japão (RIAJ)                  | Platina      | 250.000   |
| Nova Zelândia (RMNZ)          | 4× Platina   | 60.000    |
| Polônia (ZPAV)                | Ouro         | 10.000    |
| Portugal (AFP)                | Platina      | 20.000    |
| Reino Unido (BPI)             | 2× Platina   | 600.000   |
| Rússia (NFPF)                 | Ouro         | 10.000    |
| Suécia (IFPI)                 | Ouro         | 20.000    |
| Suíça (IFPI)                  | 2× Platina   | 60.000    |

## Singles
| Ano  | Single                   | Posição | Posição  | Posição  | Posição | Posição | Posição | Posição | Posição | Posição | Posição | Posição | Posição | Posição | Posição | Posição | Posição | Posição |
| Ano  | Single                   | EUA     | EUA Alt. | EUA Main | AUS     | NZ      | UK      | BEL     | FIN     | FRA     | ALE     | ITA     | IRL     | HOL     | NOR     | SUE     | SUI     | POR     |
| ---- | ------------------------ | ------- | -------- | -------- | ------- | ------- | ------- | ------- | ------- | ------- | ------- | ------- | ------- | ------- | ------- | ------- | ------- | ------- |
| 2007 | "What I've Done"         | 7       | 1        | 1        | 13      | 9       | 6       | 26      | —       | —       | 4       | 8       | 15      | 28      | 12      | 6       | 6       | 3       |
| 2007 | "Bleed It Out"           | 52      | 2        | 3        | 24      | 7       | 29      | —       | —       | —       | 40      | —       | —       | 79      | —       | 14      | 42      | 5       |
| 2007 | "Shadow of the Day"      | 15      | 2        | 6        | 15      | 13      | 46      | —       | —       | 20      | 12      | —       | —       | —       | —       | 20      | 11      | 12      |
| 2008 | "Given Up"               | 99      | 4        | 5        | —       | —       | —       | 47      | —       | —       | 53      | —       | —       | 15      | —       | —       | —       | 12      |
| 2008 | "Leave Out All the Rest" | 94      | 11       | 33       | 24      | 38      | 90      | —       | 19      | —       | 15      | —       | —       | —       | —       | 42      | 36      | 3       |